# Ponorka typu 093
Ponorka typu 093 (jinak též typ 9-III, nebo typ 9III, v kódu NATO třída Shang) je třída jaderných útočných ponorek Námořnictva Čínské lidové osvobozenecké armády. Jedná se o druhou generaci čínských jaderných ponorek, která je stavěna jako náhrada dosavadních ponorek typu 091 (třída Han). Ve službě je od roku 2006. Prokázána byla stavba dvou ponorek základního modelu typu 093 a čtyř ponorek vylepšeného modelu typ 093A. Počet ponorek nejmodernější verze typ 093B není znám. Jejich nástupcem mají být ponorky typu 095.

## Pozadí vzniku
Program vývoje nové třídy útočných ponorek byl v utajení zahájen v polovině 80. let. Vývoj dlouho postupoval jen pomalu. Dle serveru Sinodefence projektu v polovině 90. let významně pomohlo zakoupení ruských technologií, přičemž při vývoji asistovala ruská konstrukční kancelář Rubin. Stavbu ponorek zahájila na konci 90. let loděnice CSIC Bohai ve městě Chu-lu-tao v provincii Liao-ning. První dvě jednotky patří k základnímu typu 093. První člun byl dokončen v roce 2002 a do služby přijat v prosinci 2006. Druhý byl spuštěn roku 2003 a roku 2007 přijat do služby. USA se o stavbě nového typu jaderných ponorek dozvěděly roku 2003. Po téměř desetileté pauze začala stavba čtyř dalších vylepšených ponorek typu 093B (někdy též označovány jako typ 093A). První jednotka typu 093B byla spuštěna roku 2012 a do služby přijata roku 2017. Dle serveru The National Interest typu 093B představuje mezistupeň mezi původními ponorkami typu 093 a následujícím typem 095.

## Konstrukce

### Typ 093
O technických parametrech ponorek je známo jen málo. Trup ponorek má kapkovitý tvar, hloubková kormidla jsou umístěna na věži a čtyři ocasní kormidla mají konvenční křížové uspořádání. Výzbroj tvoří šest 533mm torpédometů (některé prameny uvádějí též ráži 650 mm), ze kterých jsou vypouštěna torpéda a protilodní střely YJ-82 s dosahem přibližně 80 km. Neseno je 20 dlouhých zbraní. Alternativně též miny. Jádrem pohonného systému je tlakovodní reaktor. Jeden lodní šroub má sedm lopatek. Odhadovaná maximální hloubka ponoru je 400 metrů.

### Typ 093A
Vylepšená verze. Mimo jiné vybavena sonarem s měnitelnou hloubkou ponoru.

### Typ 093B
Později postavené vylepšené ponorky mají prodloužený trup a upravený tvar věže, která navíc postrádá okna. Vyvýšená struktura za věží zřejmě ukrývá vertikální vypouštěcí sila pro střely s plochou dráhou letu. Z torpédometů mohou vypouštět výkonnější protilodní střely YJ-18 (obdoba ruského systému 3K14 Kalibr) s dosahem přibližně 650 km. Modernizovaná verze je obecně výkonnější a tišší. Jako první čínské ponorky jsou vybavena pohonem pum-jet.